# Il treno va a Mosca
Il treno va a Mosca è un film documentario del 2013 diretto da Federico Ferrone e Michele Manzolini.
Il film è stato presentato alla 31ª edizione del Torino Film Festival.

## Trama
Il film racconta la fine di un mondo attraverso lo sguardo e i filmati 8mm del barbiere comunista Sauro Ravaglia.

## Riconoscimenti
- Russia-Italia Film Festival (RIFF)
  - 2015 – Terzo Premio Documentari
- Saratov Sufferings - The International Documentary Drama Film Festival
  - 2014 –  "From Saratov with Love" Award
- RECINE - Festival Internacional de Cinema de Arquivio
  - 2014 – Premio Melhor Edicao de Imagem